# Rennrodel-Weltmeisterschaften 2001

Die 35. Rennrodel-Weltmeisterschaften auf der Kunstbahn fanden vom 23. bis 25. Februar 2001 im kanadischen Calgary statt und bildeten den Höhepunkt der Rennrodel-Weltcupsaison 2000/01.

## Einsitzer der Frauen
| Rang | Name                 | Land               | Zeit     |
| ---- | -------------------- | ------------------ | -------- |
| 1.   | Sylke Otto           | Deutschland        | 1:29.393 |
| 2.   | Silke Kraushaar      | Deutschland        | 1:29.681 |
| 3.   | Barbara Niedernhuber | Deutschland        | 1:29.861 |
| 4.   | Sonja Wiedemann      | Deutschland        | 1:30.271 |
| 5.   | Angelika Neuner      | Österreich         | 1:30.393 |
| 6.   | Gabi Bender          | Deutschland        | 1:30.399 |
| 7.   | Veronika Halder      | Österreich         | 1:30.515 |
| 8.   | Iluta Gaile          | Lettland           | 1:30.606 |
| 9.   | Sonja Manzenreiter   | Österreich         | 1:30.690 |
| 10.  | Ashley Hayden        | Vereinigte Staaten | 1:30.718 |
| 11.  | Becky Wilczak        | Vereinigte Staaten | 1:30.819 |
| 12.  | Anna Orlova          | Lettland           | 1:30.833 |
| 13.  | Simone Eder          | Österreich         | 1:30.934 |
| 14.  | Brenna Margol        | Vereinigte Staaten | 1:31.005 |
| 15.  | Regan Lauscher       | Kanada             | 1:31.056 |

Weitere Reihenfolge
| Platz | Sportlerin         | Land |
| ----- | ------------------ | ---- |
| 16    | Lilia Ludan        | UKR  |
| 17    | Natalie Obkircher  | ITA  |
| 18    | Angela Maria Paul  | NZL  |
| 19    | Nadja Unterholzner | ITA  |
| 20    | Oryslava Chukhlib  | UKR  |
| 21    | Margarita Klimenko | RUS  |
| 22    | Lindsay Danforth   | CAN  |
| 23    | Veronika Sabolová  | SVK  |
| 24    | Markéta Jeriová    | CZE  |
| 25    | Alena Ninisova     | SVK  |
| 26    | Waltraud Schiefer  | ITA  |
| 27    | Sandra Jäger       | LIE  |
| 28    | Anahita Panjwani   | NOR  |
| 29    | Abbie Lovatt       | CAN  |
| 30    | Melanie Ougier     | FRA  |
| 31    | Rachel Keen        | GBR  |
| 32    | Yumie Kobayashi    | JPN  |
| 33    | Anastasia Antonowa | RUS  |
| 34    | Laura James        | GBR  |
| 35    | Iginia Boccalandro | VEN  |
| 36    | Barbara Pilih      | SVN  |
| 37    | Paola Orsini       | VEN  |
| 38    | Celine Borgen Ore  | NOR  |
| 39    | Courney Zablocki   | USA  |
| 40    | Amanda Byrne       | CAN  |

## Einsitzer der Männer
| Rang | Name               | Land               | Zeit     |
| ---- | ------------------ | ------------------ | -------- |
| 1.   | Armin Zöggeler     | Italien            | 1:30.139 |
| 2.   | Georg Hackl        | Deutschland        | 1:30.485 |
| 3.   | Markus Prock       | Österreich         | 1:30.766 |
| 4.   | Rainer Margreiter  | Österreich         | 1:30.895 |
| 5.   | Robert Fegg        | Deutschland        | 1:30.932 |
| 6.   | Denis Geppert      | Deutschland        | 1:31.037 |
| 7.   | Wilfried Huber     | Italien            | 1:31.040 |
| 8.   | Jens Müller        | Deutschland        | 1:31.056 |
| 9.   | Karsten Albert     | Deutschland        | 1:31.065 |
| 10.  | Reinhold Rainer    | Italien            | 1:31.135 |
| 11.  | Adam Heidt         | Vereinigte Staaten | 1:31.151 |
| 12.  | Albert Demtschenko | Russland           | 1:31.198 |
| 13.  | Tony Benshoof      | Vereinigte Staaten | 1:31.199 |
| 14.  | Tyler Seitz        | Kanada             | 1:31.250 |
| 15.  | Johan Rousseau     | Frankreich         | 1:31.283 |

Weitere Reihenfolge
| Platz | Sportler             | Land |
| ----- | -------------------- | ---- |
| 16    | Jeff Christie        | CAN  |
| 17    | Kyle Connelly        | CAN  |
| 18    | Jaroslav Slávik      | SVK  |
| 19    | Mike Moffat          | CAN  |
| 20    | Martin Abentung      | AUT  |
| 21    | Reto Gilly           | CHE  |
| 22    | Pat Anderson         | USA  |
| 23    | Yann Fricheteau      | FRA  |
| 24    | Karol Rusňák         | SVK  |
| 25    | Shigeaki Ushijima    | JPN  |
| 26    | Anders Söderberg     | SWE  |
| 27    | Wiktor Kneib         | RUS  |
| 28    | Stefan Höhener       | CHE  |
| 29    | Mārtiņš Rubenis      | LVA  |
| 30    | Nauris Skraustiņš    | LVA  |
| 31    | Julien Decharne      | FRA  |
| 32    | Walter Marx          | SVK  |
| 33    | Mark Hatton          | GBR  |
| 34    | Guntis Rēķis         | LVA  |
| 35    | Andrew Croucher      | GBR  |
| 36    | Goro Hayashibe       | JPN  |
| 37    | Patrick Habegger     | CHE  |
| 38    | Eugen Radu           | ROU  |
| 39    | Ihor Urbanskiy       | UKR  |
| 40    | Manfred Heinzelmaier | BEL  |
| 41    | Kim Min-Gyu          | KOR  |
| 42    | Jan Dolák            | CZE  |
| 43    | Marian Tica          | ROU  |
| 44    | Patrick Singleton    | BMU  |
| 45    | Shiva Keshavan       | IND  |
| 46    | Julio César Camacho  | VEN  |
| 47    | Marcelo González     | ARG  |
| 48    | Christopher Höger    | VEN  |
| 49    | Scott Orth           | AUS  |
| 50    | Werner Hoeger        | VEN  |
| 51    | Tomaz Kovačić        | SVN  |
| 52    | Brian Goldberg       | ISR  |
| 53    | Ricardo Raschini     | BRA  |
| 54    | Se Ki Yoo            | KOR  |

## Doppelsitzer der Männer
| Rang | Name                                        | Land               | Zeit     |
| ---- | ------------------------------------------- | ------------------ | -------- |
| 1.   | André Florschütz – Torsten Wustlich         | Deutschland        | 1:28.628 |
| 2.   | Steffen Skel – Steffen Wöller               | Deutschland        | 1:28.689 |
| 3.   | Markus Schiegl – Tobias Schiegl             | Österreich         | 1:28.896 |
| 4.   | Gerhard Plankensteiner – Oswald Haselrieder | Italien            | 1:29.051 |
| 5.   | Patric Leitner – Alexander Resch            | Deutschland        | 1:29.152 |
| 6.   | Grant Albrecht – Mike Moffat                | Kanada             | 1:29.180 |
| 7.   | Kurt Brugger – Wilfried Huber               | Italien            | 1:29.203 |
| 8.   | Mark Grimmette – Brian Martin               | Vereinigte Staaten | 1:29.361 |
| 9.   | Chris Thorpe – Clay Ives                    | Vereinigte Staaten | 1:29.440 |
| 10.  | Sebastian Schmidt – André Forker            | Deutschland        | 1:29.582 |
| 11.  | Ľubomír Mick – Walter Marx                  | Slowakei           | 1:29.591 |
| 12.  | Christian Oberstolz – Patrick Gruber        | Italien            | 1:29.764 |
| 13.  | Anders Söderberg – Bengt Walden             | Schweden           | 1:29.818 |
| 14.  | Andreas Linger – Wolfgang Linger            | Österreich         | 1:29.955 |
| 15.  | Chris Moffat – Eric Pothier                 | Kanada             | 1:30.138 |

Weitere Reihenfolge
| Platz | Sportler                           | Land |
| ----- | ---------------------------------- | ---- |
| 16    | Ihor Urbanskyj, Andrij Mukhin      | UKR  |
| 17    | Sergej Dobrinin, Sergej Tschudinow | RUS  |
| 18    | Danil Tschaban, Jewgeni Schikow    | RUS  |
| 19    | Pat Anderson, Brian Wohlleb        | USA  |
| 20    | Oleh Avdieiev, Danylo Panchenko    | UKR  |
| 21    | Takahisa Oguchi, Kei Takahashi     | JPN  |
| 22    | Eugen Radu, Marian Tican           | ROU  |

## Teamwettbewerb
| Rang | Land                  | Name                                                                             | Zeit     |
| ---- | --------------------- | -------------------------------------------------------------------------------- | -------- |
| 1.   | Deutschland I         | Georg Hackl – Silke Kraushaar – Patric Leitner/Alexander Resch                   | 2:14.711 |
| 2.   | Deutschland II        | Karsten Albert – Sylke Otto – Steffen Skel/Steffen Wöller                        | 2:15.317 |
| 3.   | Vereinigte Staaten I  | Tony Benshoof – Becky Wilczak – Mark Grimmette/Brian Martin                      | 2:15.556 |
| 4.   | Italien I             | Armin Zöggeler – Natalie Obkircher – Kurt Brugger/Wilfried Huber                 | 2:15.697 |
| 5.   | Österreich I          | Markus Prock – Angelika Neuner – Markus Schiegl/Tobias Schiegl                   | 2:15.709 |
| 6.   | Vereinigte Staaten II | Adam Heidt – Ashley Hayden – Chris Thorpe/Clay Ives                              | 2:16.115 |
| 7.   | Kanada I              | Tyler Seitz – Regan Lauscher – Grant Albrecht/Mike Moffat                        | 2:16.526 |
| 8.   | Italien II            | Reinhold Rainer – Nadja Unterholzner – Gerhard Plankensteiner/Oswald Haselrieder | 2:16.767 |
| 9.   | Österreich II         | Rainer Margreiter – Simone Eder – Andreas Linger/Wolfgang Linger                 | 2:16.992 |
| 10.  | Slowakei              | Jaroslav Slavik – Veronika Sabolová – Ľubomír Mick/Walter Marx                   | 2:17.634 |

Weitere Reihenfolge
| Platz | Land                  |
| ----- | --------------------- |
| 11    | Kanada II             |
| 12    | Russland I            |
| 13    | Frankreich / Schweden |
| 14    | Russland II           |
| 15    | Ukraine               |
| 16    | Japan                 |
| 17    | Tschechien / Rumänien |

## Medaillenspiegel
| Platz | Land        | Gold | Silber | Bronze | Gesamt |
| ----- | ----------- | ---- | ------ | ------ | ------ |
| 1.    | Deutschland | 3    | 4      | 1      | 8      |
| 2.    | Italien     | 1    | 0      | 0      | 1      |
| 3.    | Österreich  | 0    | 0      | 2      | 2      |
| 4.    | USA         | 0    | 0      | 1      | 1      |